# Barris d'Esch-sur-Alzette
Barris d'Esch-sur-Alzette (en luxemburguès: Quartierën; en francès: Quartiers; en alemany: Stadtteile) són la divisió administrativa més petita per al govern local a Esch-sur-Alzette, la segona ciutat del Gran Ducat de Luxemburg.
Actualment hi ha setze barris, que cobreixen la major part de la comuna d'Esch-sur-Alzette.
- Al Esch
- Belval
- Brill
- Brouch
- Dellhéicht
- Fettmeth
- Grenz
- Lallange
- Lankelz
- Neudorf
- Parc
- Raemerich
- Sommet
- Uecht
- Wobrécken
- Zaepert